# Bert Haanstra
Bert Haanstra, né le 31 mai 1916 à Espelo et mort le 23 octobre 1997 à Hilversum, est un réalisateur et documentariste néerlandais.

## Biographie
Bert Haanstra s'installe comme photographe à Amsterdam en 1934 puis devient réalisateur en 1947. Son court-métrage documentaire Spiegel van Holland (Miroirs de Hollande) reçut plusieurs récompenses dont le Grand Prix du court métrage au festival de Cannes de 1951. Il réalise six films pour Shell durant les années 1950. Son documentaire Glas (Verre), une improvisation filmique tournée dans une verrerie, gagne l'Oscar du meilleur court-métrage documentaire en 1958. Bert Haanstra a également réalisé des films de fiction dont Fanfare, une comédie qui est encore aujourd'hui à la deuxième place du box office néerlandais derrière Turks fruit de Paul Verhoeven. Bert Haanstra a filmé les Pays-Bas et leurs habitants dans de nombreux documentaires dont Les Douze Millions (nl) and De Stem van het water qui ont fait de lui l'un des réalisateurs les plus populaires du cinéma néerlandais. Alleman (Monsieur Tout-le-Monde a été vu au cinéma par 20 % de la population des Pays-Bas. Bert Haanstra s'est tourné vers la réalisation de documentaires animaliers dans les années 1970. Il a ainsi collaboré avec Frans de Waal et Jane Goodall pour Bij de beesten af (Pire que les bêtes) (1973) dans lequel il comparait les comportements animaux et humains. Il a reçu 78 récompenses lors de sa carrière et avait été fait officier de l'ordre d'Orange-Nassau.
Bert Haanstra a également été scénariste, monteur, directeur de la photographie (de films qu'il a réalisé, la plupart du temps) et acteur (dans Amsterdamned de Dick Maas). Il a enfin été conseiller technique sur De Wisselwachter (L'Aiguilleur de Jos Stelling).

## Filmographie
- De Muiderkring herleeft (1948)
- Miroirs de Hollande (Spiegel van Holland) (1950)
- Nederlandse beeldhouwkunst tijdens de late middeleeuwen (1951)
- Panta Rhei (1952)
- Dijkbouw (1952)
- Ontstaan en vergaan (1952)
- Op zoek naar aardolie (1952)
- De Exploratieboring (1953)
- Het Olieveld (1954)
- Strijd zonder einde (1954)
- God Shiva (1955)
- En de zee was niet meer (1956)
- Rembrandt, schilder van de mens (1957)
- Fanfare (1958)
- Over glas gesproken (nl) (1958)
- Glass (1958) court-métrage
- De zaak M.P. (nl) (1960)
- Zoo (nl) (1962)
- Delta phase 1 (1962)
- Les Douze Millions (nl) (Alleman) (1963)
- De Stem van het water (nl) (1966)
- Retour Madrid (1968)
- Trafic de Jacques Tati (1968) (co-scénariste)
- Pire que les bêtes (Bij de beesten af) (1972)
- Le Docteur Pulder sème des pavots (Dokter Pulder zaait papavers) (1975)
- Nationale parken... noodzaak (1978)
- Juliana in 70 bewogen jaren (1979)
- Een Pak slaag (1979)
- Vroeger kon je lachen (nl) (1983)
- Nederland (nl) (1983)
- Chimps onder elkaar (en) (1984)
- L'Aiguilleur (De Wisselwachter) de Jos Stelling (1986) (conseiller technique)
- Monument voor een gorilla (1987)
- Amsterdamned de Dick Maas (1989) (acteur)
- Kinderen van Ghana (1989)

## Distinctions
- 1958 : Oscar du meilleur court métrage documentaire